# ハーバード大学標本館

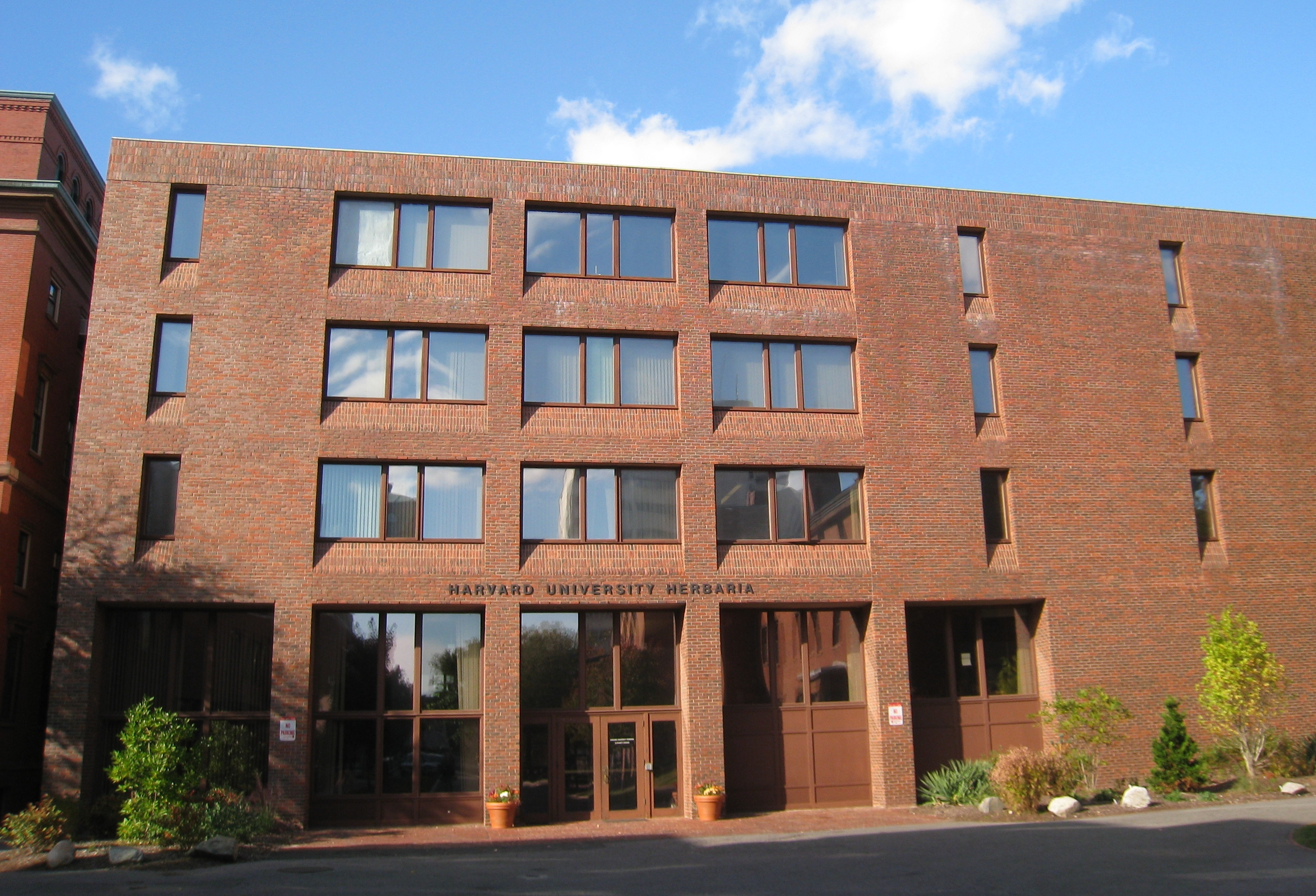
Harvard University Herbaria

ハーバード大学標本館（Harvard University Herbaria and Botanical Museum）はアメリカ合衆国、マサチューセッツ州のハーバード大学敷地内にある植物標本館、植物博物館である。鉱物学地質学博物館、比較動物学博物館とともにハーバード大学自然史博物館を構成している。ピーボディ考古学民族学博物館とは建物が物理的につながっている。
1842年にエイサ・グレイによって設立され、500万の標本を所有する世界有数の植物標本館で、大学の標本館としては世界最大である。Gray Herbarium Index を管理し、植物の種や、植物学者、文献のデータベースとなっており、グレイが引退するまで、アメリカ合衆国の植物研究の中心であった。
植物博物館は1858年に設立され、当初、栽培植物博物館（Museum of Vegetable Products）の名称で、有用植物を中心にした学際的研究のために設立された。王立植物園園長のウィリアム・ジャクソン・フッカーから寄付された展示品を中心に設立され、初代館長はジョージ・グーデールが務めた。建物は1890年に完成し、研究施設と展示スペースが設けられた。歴代の館長によって、植物学に関するの博物学的資料などの収集が行われてきた。オークス・エームスが集めたラン科の植物の、Oakes Ames Orchid Herbarium、古植物学コレクション、マーガレット・タウルの植物学の考古学的遺産のコレクションなどが保存されている。
一般向けの展示として有名なのは、植物のガラス模型のウェア・コレクション（ウェアは資金提供者の名前で、「グラス・フラワーズ」と呼ばれる）はレオポルド・ブラシュカとルドルフ・ブラシュカのブラシュカ父子によって1887年から1936年の間に製作されたもので、3000のカラス細工の実物大や拡大された植物模型のコレクションである。

## グラスフラワーズの画像

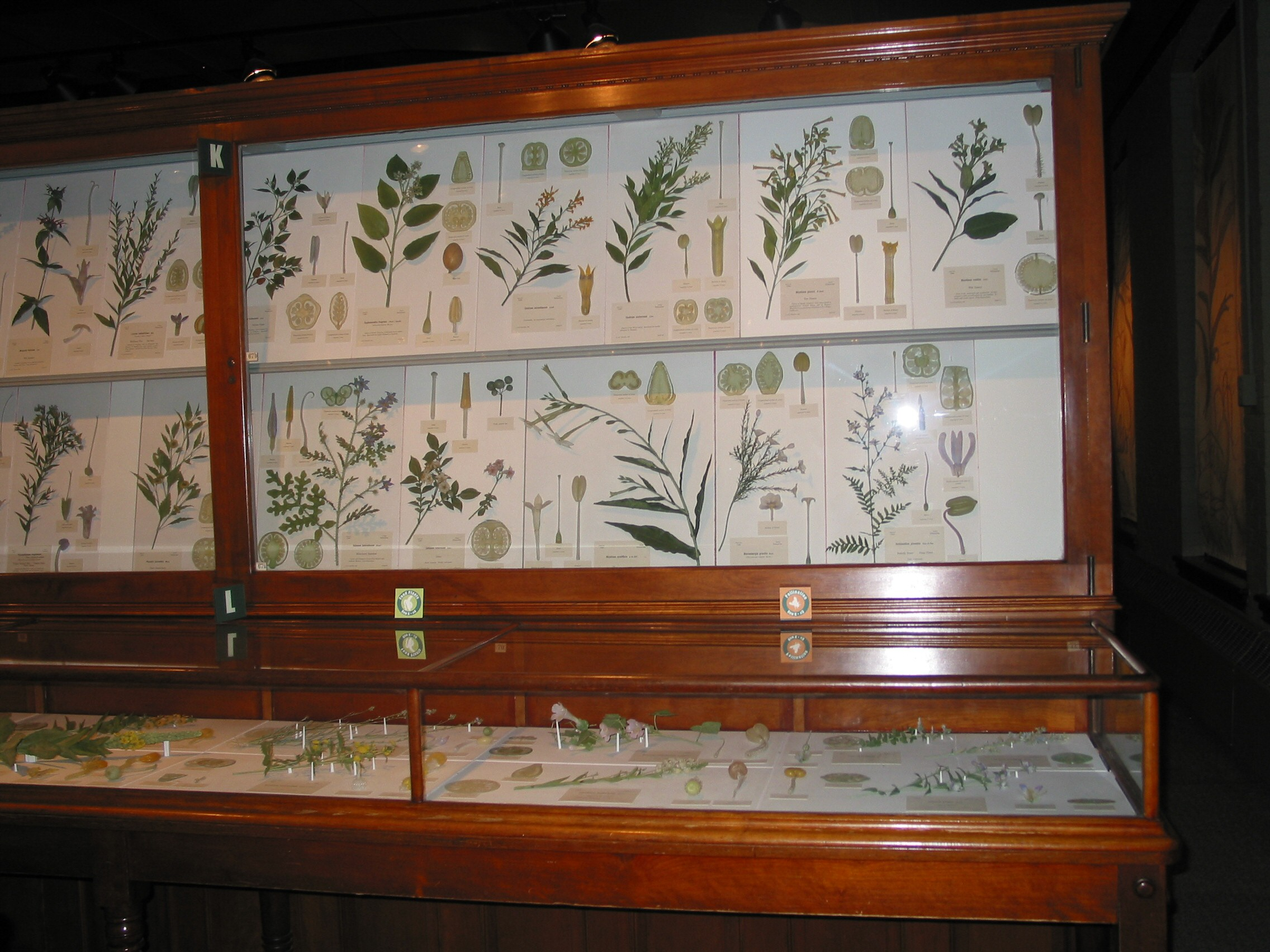
グラスフラワーズの展示
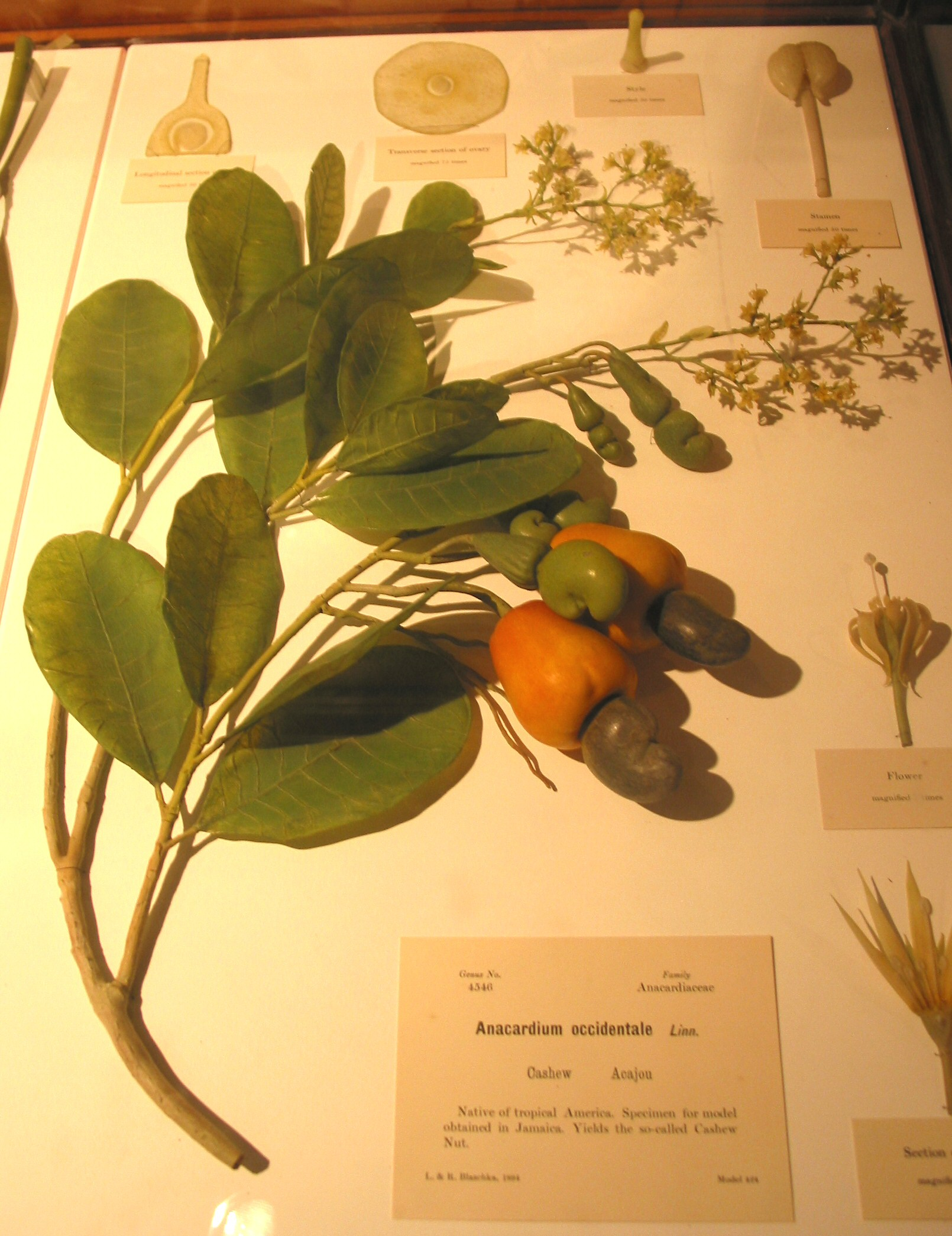
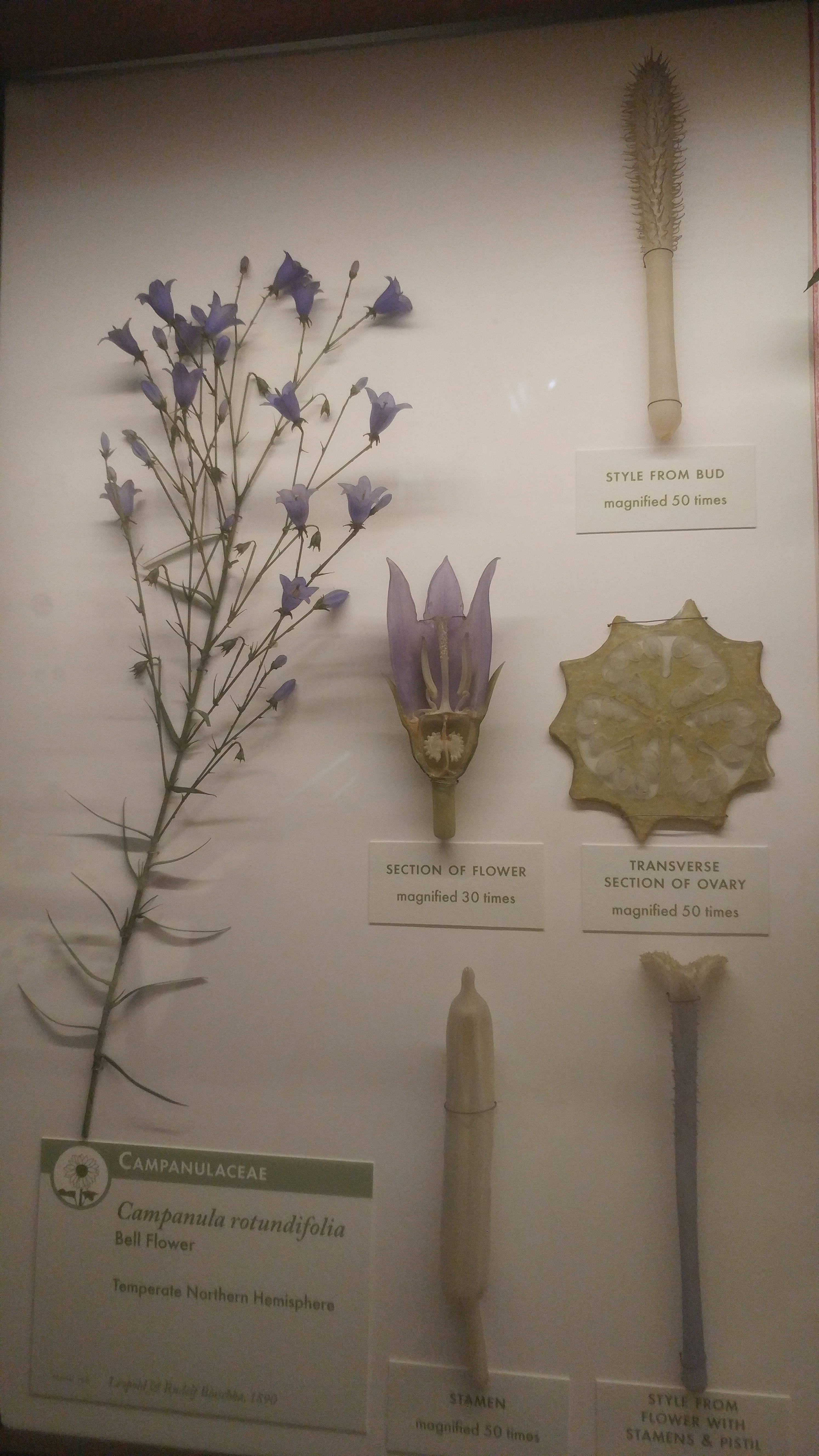